# Carbono Social
O Carbono Social, segundo Divaldo Rezende, é um conjunto de atividades socialmente benéficas que reduzam, ao mesmo tempo, as emissões de carbono na atmosfera. Tem em vista a absorção e redução do carbono; onde são consideradas ações que viabilizem e melhorem as condições de vida das comunidades envolvidas nos projetos de redução de emissões / mudanças climáticas, assegurando, com isso, o bem estar e a cidadania.
O conceito surgiu da necessidade de se inserir as questões de desenvolvimento sustentável na comunidade, bem como de garantir um meio transparente de medir e dimensionar os ganhos sociais dos envolvidos com o projeto. Além disso, é uma ferramenta significativa para a avaliação de sustentabilidade em projetos corporativos de forma geral.